# Леопольд, Рудольф
Рудольф Леопольд (нем. Rudolf Leopold; 1 марта 1925, Вена — 29 июня 2010, Вена) — коллекционер, основатель Музея Леопольда.

## Биография
После окончания школы в 1943 году поступил на медицинский факультет Венского университета. Это спасло его от мобилизации в войска вермахта. В 1953 году окончил его по специальности «офтальмолог» и открыл частную офтальмологическую практику в Вене.
Леопольд увлёкся коллекционированием ещё во время учёбы. Его первым приобретением стала работа Фридриха Гауэрмана в 1947 году, которую он получил в обмен на уроки. Леопольд вначале коллекционировал работы старых мастеров, но затем заинтересовался художниками XX века. Являлся коллекционером поколения первооткрывателей, так как после второй мировой войны эти картины практически ничего не стоили. В 1950 году он познакомился с работами экспрессиониста Эгона Шиле, которого относили «к местным талантам» и чьи рисунки с обнажённой натурой зачастую считали порнографическими. В 1955 году он организовал выставку современного австрийского искусства в амстердамском Городском музее, в которую вошли и картины Шиле. После этого Шиле был признан ведущим художником австрийского экспрессионизма. Леопольд первый познакомил широкую публику с творчеством Эгона Шиле, устроив выставки его работ в Мюнхене, Лондоне, Нью-Йорке. Его супруга Элизабет, тоже врач-офтальмолог, разделила страсть Рудольфа к коллекционированию. В 1973 году Леопольд написал иллюстрированную книгу об Эгоне Шиле.
В 1990-е годы в его коллекции было около пяти тысяч работ — сецессион и экспрессионизм, искусство, которое нацистами считалось «дегенеративным», и она оценивалась в 574 млн евро. Но содержать её самостоятельно ему оказалось сложно, и в 1994 году при помощи правительства и Национального банка Австрии он создал частный Фонд Леопольда. В 2001 году — Музей Леопольда.
У него была дочь, двое сыновей и четверо внуков. Умер 29 июня 2010 года от полиорганной недостаточности.

## Реституция

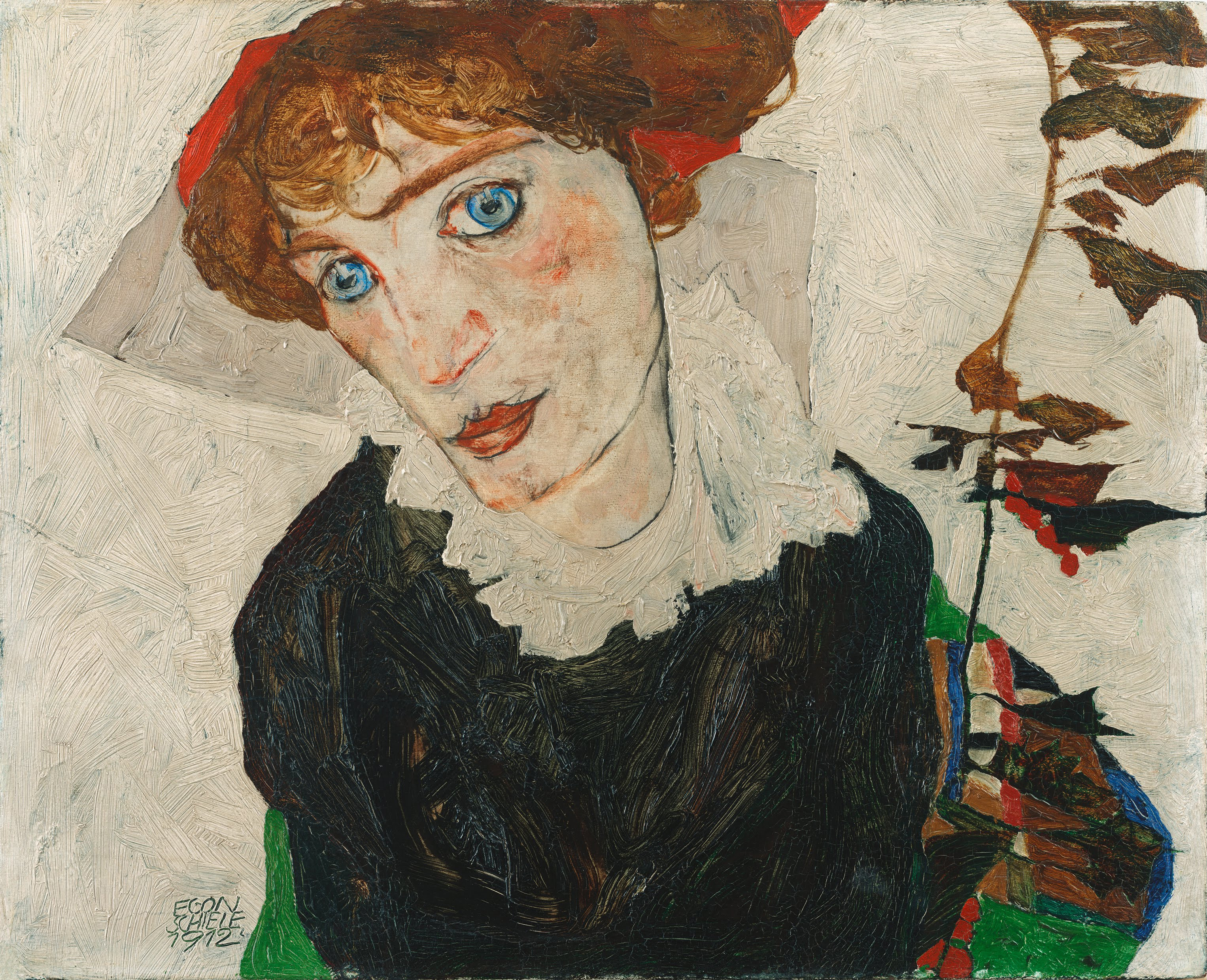
Портрет Валли

После того, как Австрия приняла закон о реституции, в его коллекции обнаружились произведения, которые, по всей вероятности, были конфискованы нацистами у законных владельцев. В 1998 году на выставке в Нью-Йорке были задержаны два полотна из его собрания работы Эгона Шиле. Однако одно из них («Мёртвый город III») суд полностью «оправдал», второе («Портрет Валли») была задержана в США. В июле 2010 года, уже после смерти Рудольфа Леопольда, было достигнуто соглашение с наследниками: они получили компенсацию 19 млн долларов, а картина вернулась в Музей Леопольда.
Эта история несколько раз повторялась (на настоящий момент сомнения в чистоте происхождения вызывают 11 полотен из коллекции), но Рудольф Леопольд всё время оставался категоричным противником реституции. Как глава частного фонда и директор частного музея, он не был обязан подчиняться закону о реституции, а расставаться с картинами по доброй воле он отказался. Он неизменно предлагал наследникам жертв Холокоста денежные компенсации, сохраняя своё собрание в неприкосновенности.